# Naozaburō Okabe
Naozaburō Okabe (岡部 直三郎, Okabe Naozaburō), né le 30 septembre 1887 à Hiroshima et mort le 23 novembre 1946 à Shanghai, est un général de l'Armée impériale japonaise. Il prit le commandement de la 6e armée régionale japonaise en novembre 1944 et le conserva jusqu'à la fin de la Seconde Guerre mondiale.